# Jean Graczyk
Jean Graczyk (Neuvy-sur-Barangeon, 26 mei 1933 – Vierzon, 27 juni 2004) was een Frans wielrenner.

## Biografie
Hij was profwielrenner van 1957 tot 1972.
Graczyk was van Poolse afkomst en droeg als bijnaam Popov. Hij was een renner met een redelijk goed “eindschot” waarmee hij een aantal sprintoverwinningen kon boeken. Hij heeft als profwielrenner 65 overwinningen op zijn naam staan, de meeste in de Ronde van Frankrijk behaald. Zijn meest succesvolle jaar is 1960 geweest waarin hij 4 ritoverwinningen boekte in de Ronde van Frankrijk en een aantal zeer goede resultaten in de klassiekers. Door deze successen werd hij in dat jaar de winnaar van de Super Prestige Pernod. 

## Belangrijkste overwinningen
1955
- Parijs-Vierzon
- 12e etappe Route de France
- 3e etappe Tour de Cher

1956
- Frans kampioen op de weg, amateurs
- Frans kampioen ploegenachtervolging (baan)

1958
- 6e etappe Dauphiné Libéré
- Puntenklassement Dauphiné Libéré
- Puntenklassement Ronde van Frankrijk
- 13e etappe deel B Ronde van Spanje
- GP d'Orchies

1959
- Eindklassement Parijs-Nice-Rome
- 5e etappe Ronde van Frankrijk

1960
- Eindklassement Internationaal Wegcriterium
- 4e, 12e, 17e en 21e etappe Ronde van Frankrijk
- Puntenklassement Ronde van Frankrijk
- Super Prestige Pernod
- 3e etappe Ronde van Sardinië
- 7e etappe Parijs-Nice
- 5e etappe deel A Dauphiné Libéré

1961
- 5e etappe Rome-Napels-Rome
- Eindklassement Rome-Napels-Rome
- 2e etappe deel A Dauphiné Libéré

1962
- 6e, 13e, 14e en 16e etappe Ronde van Spanje
- 1e etappe Parijs-Nice

1963
- 1e etappe deel A en B Ronde van Catalonië
- 1e etappe Tour du Sud-Est

## Andere belangrijke resultaten
- 2e Milaan-San Remo, 1960
- 2e Ronde van Vlaanderen,1960
- 3e Parijs-Brussel, 1960
- 5e Luik-Bastenaken-Luik, 1960
- 7e Ronde van Vlaanderen, 1961
- 4e Parijs-Brussel, 1961
- 10e Super Prestige Pernod, 1961
- 2e Waalse Pijl, 1961
- 2e Tour de Var, 1961
- 8e Milaan-San Remo, 1963
- 6e Milaan-San Remo, 1964
- 7e Bordeaux-Parijs, 1964
- 3e Ronde van Picardië, 1965
- 2e GP d'Orchies

## Resultaten in voornaamste wedstrijden
| Jaar | Ronde van Italië | Ronde van Frankrijk | Ronde van Spanje |
| ---- | ---------------- | ------------------- | ---------------- |
| 1957 |                  | opgave              |                  |
| 1958 |                  | 14e                 | 29e (1)          |
| 1959 | opgave           | 35e (1)             |                  |
| 1960 |                  | 13e (4)             |                  |
| 1961 |                  |                     |                  |
| 1962 |                  | 38e                 | 25e (4)          |
| 1963 |                  | 72e                 |                  |
| 1964 |                  | 76e                 |                  |
| 1965 |                  |                     |                  |
| 1966 | 62e              |                     |                  |

| Jaar | Milaan-San Remo | Ronde van Vlaanderen | Parijs-Roubaix | Luik-Bast.‑Luik | Ronde van Lombardije | Parijs-Tours | Parijs-Brussel | Waalse Pijl |  | WK op de weg |  | Wereldranglijsten |
| ---- | --------------- | -------------------- | -------------- | --------------- | -------------------- | ------------ | -------------- | ----------- |  | ------------ |  | ----------------- |
| 1957 |                 |                      |                |                 |                      | 13e          | 41e            |             |  |              |  |                   |
| 1958 |                 |                      |                |                 |                      | 11e          |                |             |  | 24e          |  |                   |
| 1959 | 15e             |                      | 43e            |                 | 21e                  | 34e          | 20e            |             |  |              |  |                   |
| 1960 | Zilver          | ↑                    |                | 5e              | 90e                  | 75e          | Brons          | 31e         |  | 30e          |  | (SPP)             |
| 1961 | 28e             | 7e                   |                |                 |                      | 21e          | 4e             | Zilver      |  |              |  | 10e (SPP)         |
| 1962 |                 |                      |                |                 |                      | 13e          |                |             |  |              |  |                   |
| 1963 | 8e              |                      |                |                 |                      |              |                |             |  |              |  |                   |
| 1964 | 6e              |                      | 65e            | 17e             |                      |              |                |             |  |              |  |                   |
| 1965 | 17e             |                      |                |                 |                      |              | 23e            |             |  |              |  |                   |
| 1966 | 87e             | 25e                  | 19e            |                 |                      | 12e          | 25e            | 38e         |  |              |  |                   |

Wielerploegen van Jean Graczyk
R. Altig · 
W. Altig ·
Annaert · 
Anquetil ·
Beaumont · 
Binggeli ·
Claud ·
Cloarec ·
Delattre · 
Dufraisse ·
Elliott ·
Everaert ·
Gandolfo ·
Geldermans ·
Graczyk ·
Janssens ·
Le Dudal · 
Le Her ·
Le Lan ·
Lepolard ·
Queheille ·
Raynal ·
de Roo ·
Robinson ·
Rostollan ·
Rousseau ·
Sciardis ·
Stablinski  ·
Stolker ·
Thomas ·
Varnajo
Aimar · 
Anquetil ·
Beuffeuil ·
Denson ·
Elliott ·
Everaert ·
Graczyk ·
Grain ·
den Hartog ·
Ignolin ·
Jourden ·
Le Dudal · 
Lebaube ·
Lemeteyer ·
Lute ·
Martin ·
Novak ·
Poppe ·
Quesne ·
Rostollan ·
Salmon ·
Stablinski ·
Thiélin ·
Vannitsen ·
Wuillemin
Aimar · 
Annaert ·
Anquetil ·
Denson ·
Everaert ·
Graczyk ·
Grain ·
Hagmann ·
den Hartog ·
Hugens ·
Jiménez ·
Läuppi · 
Lemeteyer ·
Lute ·
Martin ·
Milesi ·
Novak ·
Quesne ·
Stablinski ·
Thiélin ·
Theillière ·
Van De Kerckhove ·
Wuillemin
Adler ·
Aimar · 
Anquetil ·
Berland ·
Bolley ·
Campagnaro ·
Denson ·
Graczyk ·
Grain ·
Guiot ·
den Hartog ·
Jiménez ·
Leduc ·
Lemeteyer ·
Lepachelet ·
Milesi ·
Novak ·
Riotte ·
Stablinski ·
Steegmans ·
Theillière ·
Wolfshohl
Adler ·
Aimar · 
Anquetil ·
Berland ·
Bolley ·
Campagnaro ·
Denson ·
Genty ·
Ghisellini ·
Graczyk ·
Grain ·
Grosskost ·
Guillaume ·
Guiot ·
Haast ·
den Hartog ·
Head ·
Jiménez ·
Lemeteyer ·
Locatelli ·
Milesi ·
Novak ·
Pinault ·
Plent · 

Rousseau ·
Sels ·
Theillière ·
Van Neste ·
Wolfshohl · 
Wright
Abrahamian ·
Blevin ·
Bon · 
Catieau · 
Crépel ·
Delberghe ·
Denhez ·
Dewaele ·
Ducasse ·
Etter ·
Gilson ·
Graczyk ·
Guiot ·
B. Guyot · 
C. Guyot ·
Hamy ·
Heintz ·
Maho ·
Mintkiewicz · 
Panagiotis ·
Pérez ·
Quinchon ·
Ravaleu ·
Rébillard ·
Theillière ·
Van de Gehuchte ·
Van Impe ·
Wilhelm · 
Zimmermann
Abrahamian ·
Aimar ·
Bellone · 
Billard ·
Brouwer (tot 15/04) ·
Catieau · 
Dewaele ·
Jensen (tot 31/03) ·
Graczyk ·
B. Guyot · 
C. Guyot ·
Heintz ·
Hendrickx ·
Hoban ·
Jansen ·
Lapébie ·
Mintkiewicz · 
Ravaleu ·
Rébillard ·
Ricci ·

Riotte ·
Teirlinck ·
Theillière ·
Van de Gehuchte ·
Van Impe ·
Wilhelm